# Leibniz-Denkmal (Hannover)

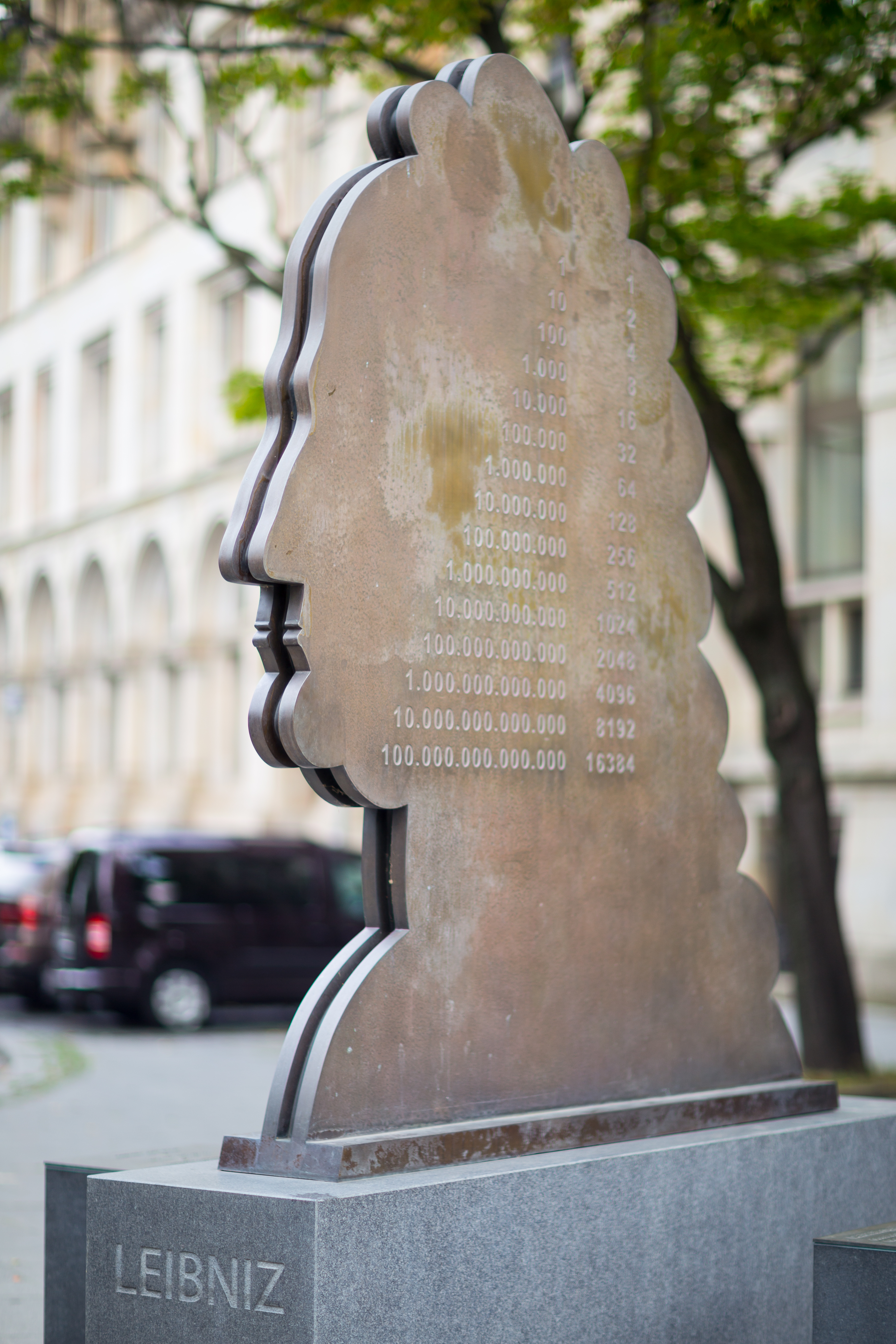
Das Leibniz-Denkmal in Form eines Scherenschnittes, hier die Seite mit Erläuterungen zum Binären Zahlensystem

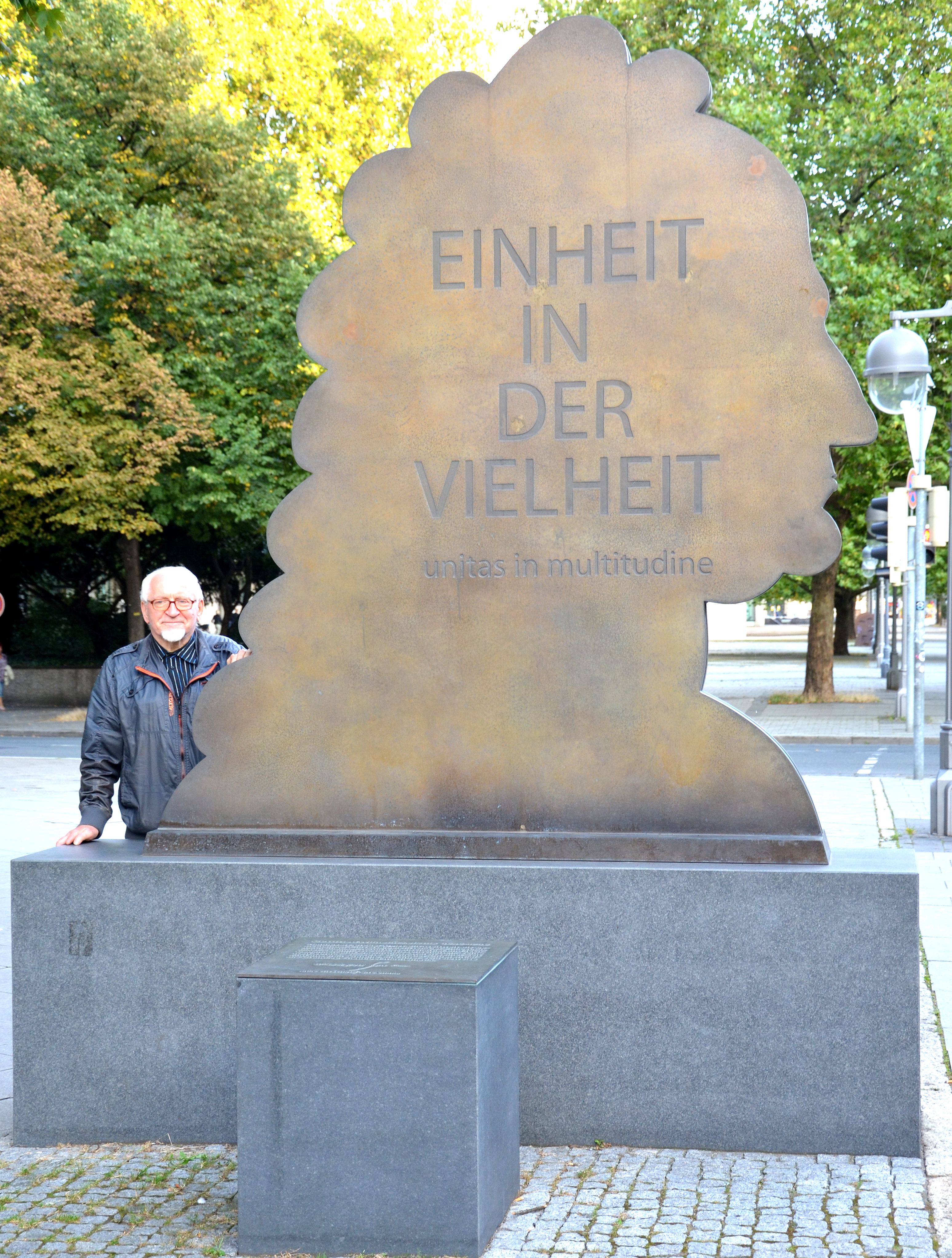
„Einheit in der Vielheit“: Das Leibniz-Denkmal in der Georgstraße am Opernplatz

Das Leibniz-Denkmal in Hannover ist ein Denkmal zur Würdigung des Universalgelehrten Gottfried Wilhelm Leibniz und seiner wissenschaftlichen Arbeiten, insbesondere des Binären Zahlensystems. Das von dem Künstler Stefan Schwerdtfeger in der Form eines Scherenschnitts gestaltete Denkmal ist ein Geschenk an die Bürger der Landeshauptstadt Niedersachsens. 2008 wurde die Skulptur und die dazugehörigen Informationstafeln im Zentrum der Stadt an der Georgstraße aufgestellt, an der südlichen Spitze des Opernplatzes im Stadtteil Mitte und am nördlichen Rand des Georgsplatzes.

## Geschichte und Beschreibung
Nachdem der bereits Ende des 18. Jahrhunderts gegenüber dem Leineschloss aufgestellte Leibniz-Tempel von den Nationalsozialisten 1935 in den Georgengarten weitab vom Zentrum Hannovers versetzt worden war, ergriffen Anfang des 21. Jahrhunderts die Journalisten Friedrich Oehler und Hartmuth Schultz die Initiative für ein zusätzliches Leibniz-Denkmal. Mit einer neuen „Einbürgerung“ von Leibniz, der rund vierzig Jahre in Hannover lebte und wirkte und dort auch in der Neustädter Kirche bestattet wurde, sollte der Wissenschaftler und Erfinder wieder verstärkt den Bürgern näher gebracht werden.
Der Architekt und Künstler Stefan Schwertfeger entwarf daraufhin einen 2,5 Meter hohen und auf einem Granitsockel stehenden Bronzekopf, der mit einem Gewicht von 750 kg von der Bildgießerei Noak in Berlin gegossen wurde. Das Denkmal und seine Informationsblöcke, auf denen Wichtiges über Leibniz, sein Binärsystem und die Infinitesimalrechnung zu lesen ist, wurde von einem Förderverein und namhaften Geldgebern finanziert.

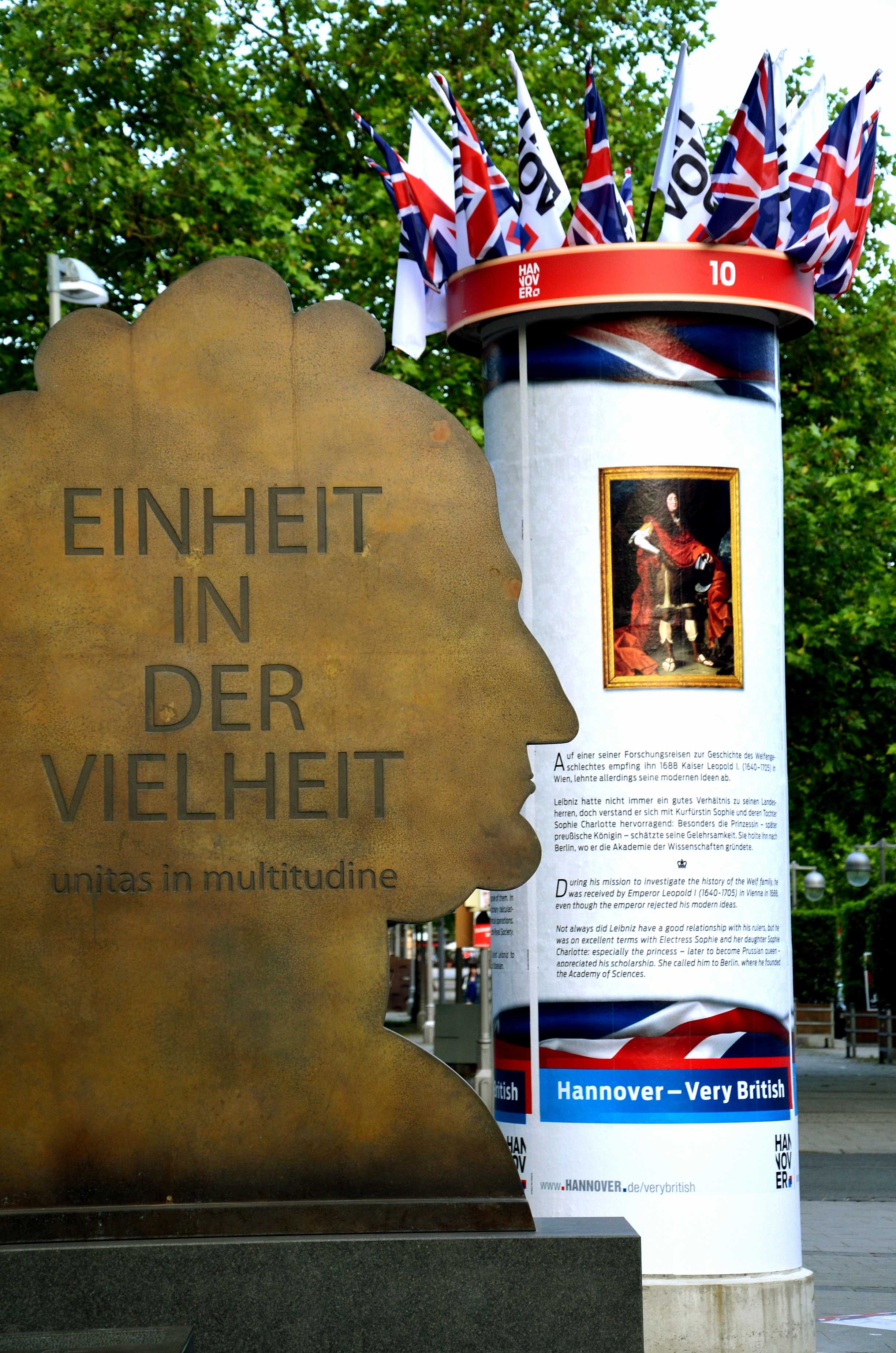
Zur 300-Jahr-Feier der Personalunion zwischen Großbritannien und Hannover informierte eine eigens aufgestellte Litfaßsäule zur Landesausstellung Als die Royals aus Hannover kamen unter anderem über Leibniz Forschung zur Welfengeschichte
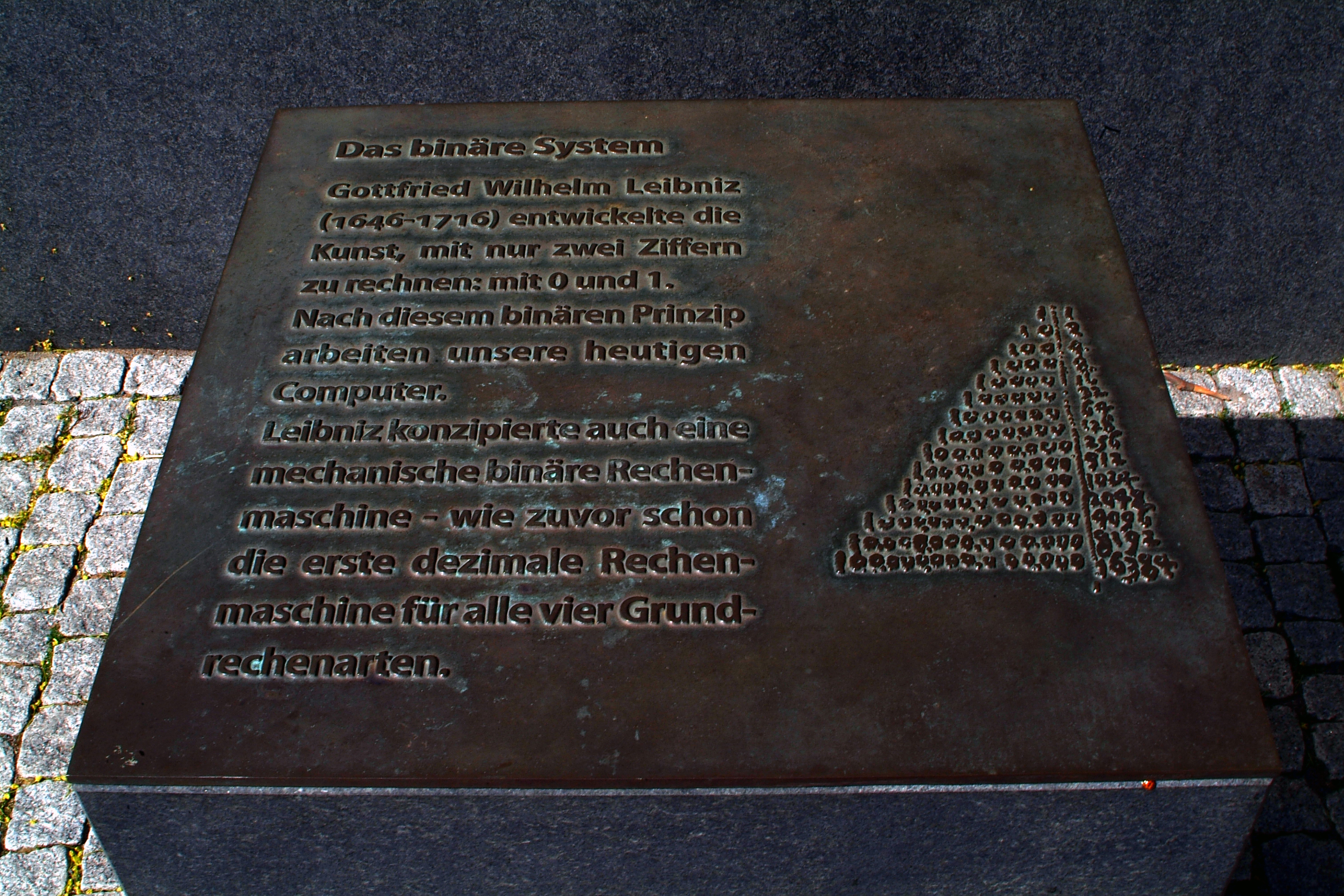
Leibniz Darstellung des Rechnens mit 0 und 1, der Grundlage unserer heutigen Computer. Der Universalgelehrte erfand auch eine mechanische binäre Rechenmaschine
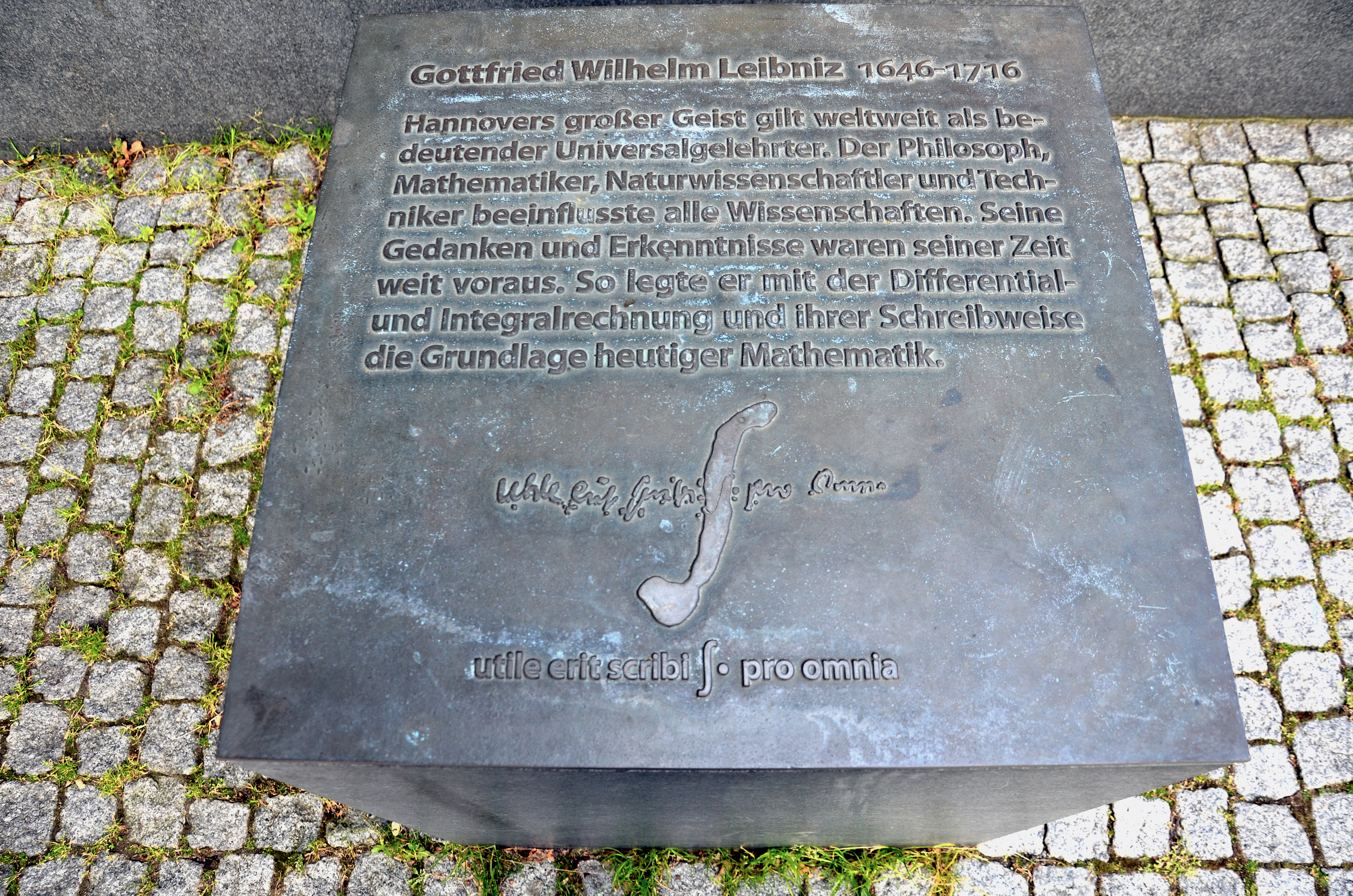
Hinweis auf die von Leibniz gefundene Differential- und Integralrechnung als eine „[...] Grundlage der Mathematik“